# Tanytarsus pentatomus
Tanytarsus pentatomus är en tvåvingeart som först beskrevs av Jean-Jacques Kieffer 1913.  Tanytarsus pentatomus ingår i släktet Tanytarsus och familjen fjädermyggor. Inga underarter finns listade i Catalogue of Life.